# Дуда, Теодор
Теодор Дуда (пол. Teodor Duda; 25 ноября 1914, Чесники, Люблинская губерния, Царство Польское — 15 июня 1986, Варшава, ПНР) — польский военный деятель, офицер госбезопасности, милиции и погранвойск ПНР. Руководил тюремно-лагерной системой, воеводскими управлениями безопасности, участвовал в подавлении антикоммунистического вооружённого подполья и Познанских волнений.

## Биография
Родился в крестьянской семье польских украинцев из села близ Томашув-Любельски в Люблинской губернии. В ранней молодости работал слесарем. С юности проникся коммунистическими взглядами, состоял в Коммунистическом союзе польской молодёжи и Коммунистической партии Польши. Дважды арестовывался польской полицией. В 1932 приговорён к трём годам тюрьмы за участие в коммунистическом подполье, в 1936 – к восьми годам за попытку незаконно пересечь польско-советскую границу.
В начале немецкой оккупации попал в плен. Сумел освободиться и пробраться на территорию, занятую советскими войсками. Был арестован НКВД и отправлен в ГУЛАГ. Сотрудничал с лагерной администрацией, помогал выявлять украинских националистов. После освобождения вступил во дивизию имени Домбровского. Был заместителем командира батальона по политической части. Информации о его участии в боевых действиях открытые источники не содержат. Был отозван в Москву, после чего направлен в Любартув.

### Начало карьеры
В июле 1944 поступил на службу в Ведомстве общественной безопасности (RBP) ПКНО. Одним из первых прибыл в Хелм вместе с будущей женой Яниной. Руководил  установлением власти в Томашуве-Любельски, быстро завоевал доверие руководителей RBP полковника С. Радкевича и подполковника Р. Ромковского. 31 августа в звании подпоручика возглавил в Люблине воеводское управление общественной безопасности (WUBP), сменив на этом посту Генрика Пальку. Янина Дуда заведовала при муже секретариатом WUBP.
С 1 ноября 1944 начальник отдела тюрем и лагерей в центральном аппарате RBP. Отвечал за содержание мест заключения и предотвращение действий подполья с целью освобождения заключённых. Вступил в правящую Польскую рабочую партию, стал членом партийного комитета в RBP. С 1948 состоял в ПОРП. Придерживался жёсткого партийного курса.

### Работа в силовых структурах
1 января 1945 ПКНО преобразовался во временное правительство Польши, его структуры приобрели статус министерств. На базе RBP было образовано Министерство общественной безопасности (МОБ). Т. Дуда возглавил в МОБ VI департамент – управление тюрьмами и лагерями.
С 15 октября 1945 заместитель начальника III департамента МОБ (борьба с вооружённым подпольем) полковника Леона Анджеевского. С 20 февраля 1947, в звании капитана, возглавил воеводское управление общественной безопасности в Жешуве, с 16 октября 1948 – в Кракове, с 1 марта 1950 – в Лодзи. С 1 декабря 1951 начальник Лодзинского городского управления (MUBP).
1 июня 1953 в звании полковника был переведён в систему гражданской милиции и назначен заместителем главного коменданта гражданской милиции Станислава Воланьского. Не был отстранён от службы в ходе процесса десталинизации в Польше (тогда как Янина Дуда была уволена из органов в 1956). Сохранил пост заместителя при новом главном коменданте Рышарде Добешаке. В этом качестве был одним из руководителей подавления рабочих волнений в Познани.
Лично участвовал в арестах и допросах антикоммунистических повстанцев. Был известен жестокостью, практиковал избиения и унижения, применял пытки. Так в декабре 1949 в Тарнуве вместе с будущим министром внутренних дел ПНР и член Политбюро ЦК ПОРП Францишеком Шляхцицем руководил допросом с применением пыток командира отряда WiN Войцеха Бласика. Известны и другие схожие случаи. Впоследствии полковникам Дуде, Чаплицкому и Ружаньскому предъявлялись также обвинения в использовании недозволенных методах допросов и провокациях.
28 июня 1956 в Познани Т. Дуда санкционировал избиения при задержаниях, пытки в отделах милиции (возмущение в этой связи выражал даже городской комендант капитан Станислав Бичиско. Претензии на психологическое давление и физическое насилие предъявляли даже его подчинённые. Вопрос рассматривался специальной комиссией парторганизации ПОРП главной комендатуры милиции, однако это не имело для Дуды никаких последствий.
15 октября 1957 был переведён в командование пограничных войск, которые находились тогда в ведении МВД. Был заместителем начальника управления погранразведки. В 1962 уволен в запас, но в 1967 возвращён на службу в МВД. Его последней должностью являлся пост заместителя Люблинского воеводского коменданта милиции по Службе безопасности (СБ).
Чета Дуда оказалась затронута антисемитской кампанией в 1968. Янина Дуда (урождённая Блюма Перельмут) была этнической еврейкой и по службе во внешнеторговом и туристическом ведомствах имела контакты с Израилем. Её вызывали в СБ и задавали вопросы о произраильских высказываниях знакомых. Теодор Дуда изъявлял готовность ради жены уволиться из органов МВД, однако она убедила мужа остаться на службе.

## Последние годы
В был снят с поста в Люблине и переведён в распоряжение кадрового департамента МВД (что фактически означало отставку). Вскоре ушёл на пенсию. Последние пятнадцать лет прожил частной жизнью. К дальнейшим политическим событиям отношения не имел.
Скончался в возрасте 71 года, похоронен на кладбище Воинские Повонзки.